# سیارک ۲۰۶۱۸
سیارک ۲۰۶۱۸ (به انگلیسی: 20618 Daniebutler، نامگذاری:1999SG7) بیست هزار و ششصد و هجدهمین سیارک کشف شده‌است که در ۲۹ سپتامبر ۱۹۹۹ کشف شد.
قدر مطلق سیارک برابر ۱۶.۲ است.